# Свердлин, Григорий Сергеевич
Григорий Сергеевич Свердлин (род. 12 декабря 1978, Ленинград) — российский общественный деятель, директор благотворительной организации «Ночлежка» (2011—2022) и основатель проекта «Идите лесом».

## Биография
Родился 12 декабря 1978 года в Ленинграде (сейчас Санкт-Петербург).
В 2001 году окончил экономический факультет СПбГУ. После этого работал маркетологом и бренд-менеджером в банках и коммерческих компаниях.
С 2004 году являлся волонтёром «Ночлежки», благотворительной организации помощи бездомным. В 2010 году стал её сотрудником, а в 2011—2022 годах возглавлял её.
В 2018 году окончил бизнес-школу «Сколково», в 2019 году прошёл курс «Социальные финансы» бизнес-школе имени Саида в Оксфордском университете.
После начала вторжения России в Украину публично высказывался против него, в связи с чем в марте 2022 года покинул Россию и ушёл с должности директора «Ночлежки», чтобы не подставлять её своей антивоенной позицией.
После начала мобилизации в России основал проект «Идите лесом», занятый помощью уклоняющимся от мобилизации.
В ноябре 2023 года был внесён в реестр «иностранных агентов» и объявлен в розыск по уголовному делу.
По состоянию на 2022 год проживал в Грузии.